# Moseby (Jammerbugt Kommune)
 For alternative betydninger, se Moseby. (Se også artikler, som begynder med Moseby)
Moseby er en bydel tilhørende Kås i det vestlige Vendsyssel med 615 indbyggere i (2009). Fra 1. januar 2010 betragtes den som sammenvokset med Kås. Moseby er beliggende en kilometer vest for Kås og fem kilometer sydvest for Pandrup.
Bydelen hører under Jammerbugt Kommune og er beliggende i Jetsmark Sogn. I Moseby findes en idrætsforening.

## Historie
Indtil 1880'erne blev Moseby kaldt for Mosehusene. Efter opførelsen af byens skole får en lærer ændret det til det nuværende Moseby.[kilde mangler]
Allerede før 1900 begyndte enkelte at grave tørv, der kunne afsættes i omegnens byer. Langs mosens østside lå kalkovnene tæt. Fra omkring 1910 blev Moseby kendt i Vendsyssel for sin tørve- og kalkproduktion, og frem til 1920'erne oplevede Moseby således en stor tilflytning med mange nye huse til følge.[kilde mangler]